# Charles-Félix de Poilvilain
Charles-Félix de Poilvilain, comte de Cresnay dit le « chevalier de Cresnay », né le 22 février 1693 et mort le 31 mai 1756 au château de La Rivière, près de Fontainebleau, est un officier de marine et aristocrate français du XVIIIe siècle. Il termine sa carrière avec le grade de vice-amiral de la flotte du Ponant.

## Biographie

### Origines et famille
Charles-Félix de Poilvilain de Cresnay est issu de l'une des plus anciennes familles aristocratiques de Basse-Normandie, dans le diocèse d'Avranches, son origine remonte au XIIe siècle. Les Poilvilain (ou Pellevilain) sont liés aux Costentin de Tourville (dont était sa 5e aïeule), et des Bricqueville de La Luzerne, qui donnèrent, elles-aussi, de grands marins au royaume de France.
Son père, Georges de Poilvilain, marquis de Cresnay, est capitaine au régiment de Vermandois. Il épouse Gaude de Montaigu, descendante de la famille bretonne de Rosmadec, dont il a dix enfants:
- Sébastien de Poilvillain, marquis de Crenay, comte de Montaigu, (1686-1767), capitaine au régiment du roi puis maréchal de camp
- Henri de Poilvillain, baron de Cresnay, gouverneur de Guyane par intérim en 1736. Mort en 1738, sans alliance
- Charles-Félix de Poilvillain
- Georges-Félix de Poilvillain, mort à Malte en 1721
- Et six filles

### Carrière militaire
D'abord destiné à l'armée de terre, il entre finalement dans la marine royale, en tant que garde de la marine en août 1705. Aide d’artillerie en novembre 1712, il est promu sous-lieutenant de galiote et d’artillerie en janvier 1718 puis lieutenant de galiote et d’artillerie en juillet 1723.
Capitaine de galiote et d’artillerie de décembre 1728 à 1733, il devient capitaine de vaisseau en juin 1733.
Capitaine des gardes du Pavillon du Roi en 1741. Il suit, en cette qualité, Monseigneur le duc de Penthièvre, à l'armée, en 1741. Il est gravement blessé lors de la bataille de Dettingen.
Commandant du vaisseau Le Mars, en 1745. Il essuie un combat, au cours duquel il est à nouveau blessé. Chef d’escadre en avril 1748, lieutenant-général des armées navales en septembre 1752. Louis XV l'honore du cordon, et de la Grand'croix de l'ordre royal et militaire de Saint-Louis le 15 septembre 1755, et le nomme, en septembre 1755, vice-amiral de France, commandant de la flotte du Ponant, basée à Brest.
Il décède l'année suivante, sans alliance, le 31 mai 1756, à l'âge de 63 ans.

### Source et bibliographie
- François-Alexandre de La Chenaye-Aubert, Dictionnaire de la noblesse contenant les généalogies, l'histoire & la chronologie des familles nobles de France, l'explication de leurs armes & l'état des grandes terres du royaume, Chez La Veuve Duchesne… et l'auteur, 1776 (lire en ligne), p. 379
- Michel Vergé-Franceschi, Les Officiers généraux de la marine royale (1715-1774) : origines, conditions, services, vol. 3, Librairie de l'Inde, 1990, p. 1055 et suivantes